# Ворота Кук-Стрит

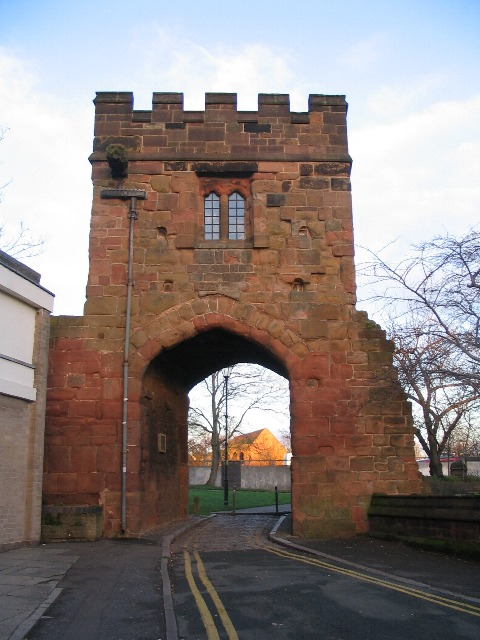
Ворота на Кук-стрит, 2008 год

Ворота Кук-Стрит — средневековые ворота в Ковентри, Англия. Вероятно, они были построены во второй половине XIV века как часть оборонительного контура города.
Эти ворота — одни из двух сохранившихся из первоначальных двенадцати городских ворот и единственные, через которые всё ещё проходит дорога. Другие — ворота Суонсуэлл. Они были завершены примерно в 1485 году, но к концу XIX века были заброшены. Ворота были подарены городу в 1913 году сэром Уильямом Уайли и восстановлены в 1918 году.
На пешеходной дорожке всё ещё можно увидеть заблокированные дверные проёмы. По состоянию на май 2021 года есть заявка на проведение ремонта и сохранения здания, чтобы открыть его для размещения туристов.
Ворота являются одними из десяти мест, внесённых в список памятников в Ковентри и они внесены в список памятников архитектуры I степени.
Ранее они принадлежали городскому совету Ковентри, но были переданы Historic Coventry Trust для обслуживания и эксплуатации.